# Ikkekannekik (a schaamhaar zien)
Ikkekannekik (a schaamhaar zien) is een lied van Katastroof.
Het nummer verscheen op het album Duveltjeskermis uit 1990.
Het liedje dateert echter uit de periode van Zjuul Krapuul voor hij bij Katastroof kwam.

## Meewerkende artiesten
- Producer:
  - Maurits van de Langenbergh
- Muzikanten:
  - Eric De Weert (effecten, synthesizer)
  - Jimmeke 't Slimmeke (gitaar, zang)
  - Jos Smos (accordeon, akoestische gitaar, zang)
  - Rob De Snob (basgitaar, zang)
  - Zjuul Krapuul (akoestische gitaar, elektrische gitaar, zang)